# Cagaferro
El cagaferro és el material de rebuig que resulta de la reducció dels minerals, especialment l'escòria que es produeix en un forn de ferro quan se separa, a alta temperatura, el metall fos dels minerals. El cagaferro té un aspecte similar a les roques volcàniques, de tonalitat fosca pròxima al negre mat, i acostuma a tenir la superfície plena de vacúols produïts per l'expulsió dels gasos en el moment del refredament cosa que li dona una densitat molt baixa. El cagaferro s'ha usat tradicionalment en aquells països amb una indústria metal·lúrgica important sobretot en zones pròximes a les fargues i a les vies de tren. S'ha utilitzat com a material de construcció o per la preparació de terrenys en carreteres i per drenatges.